# Выход тигра
«Выход тигра» (англ. The Tiger Makes Out; другой вариант названия «Тигр добивается своего») — кинокомедия канадского режиссёра Артура Хиллера. Снят в США, вышел на экраны в 1967 году.

## Сюжет
Бен Харрис (Уоллак) — отставной почтальон, неудачник и мизантроп. Злость он срывает, терроризируя хозяев своей съёмной квартиры в Гринвич-Виллидж — чету Келли (Уайт и Вуд). Кроме того, Харрис желает добиться внимания хоть какой-нибудь девушки. Лучший из придуманных им способов — похищение. Тёмной дождливой ночью он приводит свой план в действие и увлекает жертву в свой полуподвал. К разочарованию в его сетях оказывается Глория Фиске (Джексон) — немолодая домохозяйка. Фиске также ненавидит окружающее и на этой почве они с Харрисоном постепенно становятся друзьями. Бен отпускает заложницу, скрытно прослеживает до дома, но, обнаружив что Глория замужем, возвращается в свой одинокий полуподвал.

## В ролях
- Илай Уоллак — Бен Харрис
- Энн Джексон — Глория Фиске
- Рут Уайт — миссис Келли
- Роланд Вуд — мистер Келли
- Дэвид Дойл — клерк
- Дастин Хоффман — эпизод, хиппи Хэп (здесь — Судьба)

## Критика
«Уоллак блистает в восхитительной чёрной комедии… Роли исполнены великолепно (жаль, что Джексон так и не стала звездой кино), много по-настоящему смешных моментов. К сожалению факт, что герой Уоллака по существу насильник, добавляет неприятные ощущения, хотя из комедийного тона фильма ясно, что он не достигнет желаемого.»

## Интересные факты
- Гонорар Хоффмана на съёмках этого фильма составлял всего 200 долларов в день.
- Элай Уоллак и Анни Джексон в реальной жизни муж и жена.